# Хвороба Вільяма Александера
Хвороба Вільяма Александера (англ. Alexander disease, також синдром Александера, фібриноїдна лейкодистрофія, вид сфінголепідозу) — рідкісна сімейна спадкова нейродегенеративна хвороба з аутосомно-домінантною передачею, яка проявляється ураженням головного мозку в дітей переважно чоловічої статі.

## Етимологія
Названий на честь новозеландського патолога Вільяма Стюарта Александера (англ. William Stewart Alexander), який працював у Лондонському госпіталі й першим описав хворобу (синдром) 1949 року

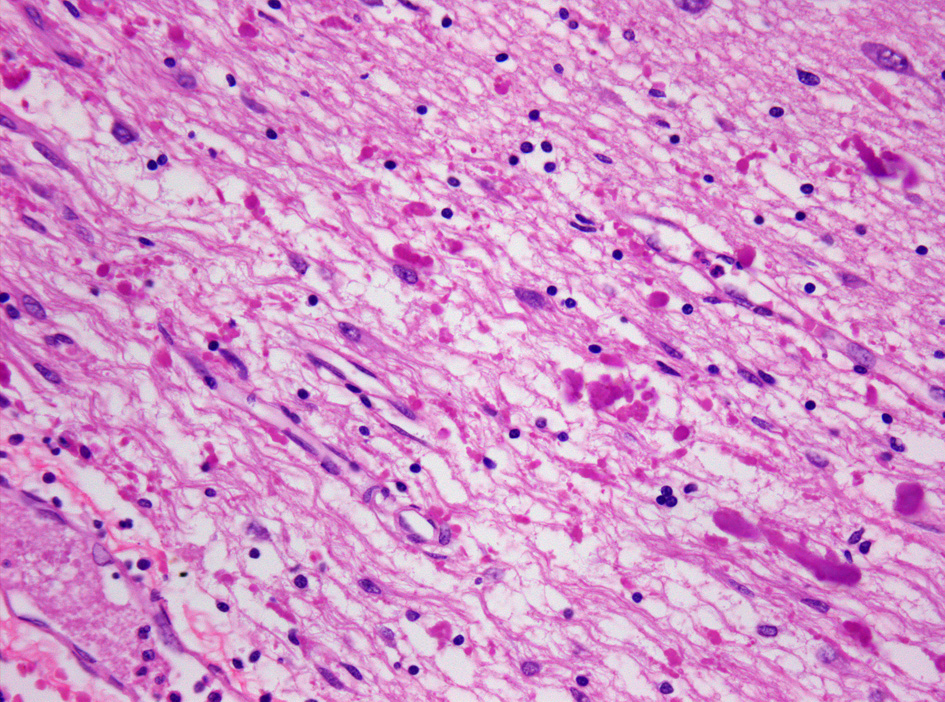
Характерні гістопатологічні зміни білої речовини мозку (простежуються численні волокна Розенталя — товсті, витягнуті хробакоподібні рожеві розшарування) померлого 38-річного пацієнта. Фарбування гематоксилін-еозином, збільшення в 400 разів, оптична світлова мікроскопія.

## Генетика і патогенез
Уражається середній мозок і мозочок головного мозку. Це спричинюють мутації в гені так званого гліального фібрилярного кислого білку (ГФКБ), який розташований на довгому плечі 17q21 17-ї хромосоми. Вона успадковується аутосомно-домінантним способом, тобто дитина батька чи матері з цією хворобою має 50 % шанс успадкувати синдром, якщо батько чи мати є гетерозиготними. Однак у більшості випадків виникає не через наслідування, а як результат спорадичних мутацій de novo.
Належить до лейкодистрофій, групи хвороб, що розвиваються через порушення розвитку мієлінової оболонки. Руйнування білої речовини в мозку супроводжується утворенням волокнистих, еозинофільних відкладень, відомих як волокна Розенталя, які, як видається, не присутні у здорових людей, але зустрічаються при деяких захворюваннях, наприклад, ракових. Але підвиди волокон Розенталя, виявлені при хворобі Вільяма Александера, не виявляють при інших захворюваннях та розладах.

## Клінічні ознаки
Зустрічається у трьох варіантах:
- неонатальний — призводить до серйозної інвалідності або смерті протягом перших двох років життя. Відбуваються тяжкі судомні напади, гідроцефалія, тяжка моторна та інтелектуальна недостатність.
- дитячий (інфантильний) — зустрічається частіше від усіх інших варіантів, має швидкоплинний перебіг після 2 років життя, характеризується набряком мозку, психомоторною затримкою, гіперрефлексією та судомними нападами. Відбувається поступова втрата тілесних функцій і здатності говорити. Більшість дітей помирає в дошкільному віці, небагато доживають до 20-ти років;
- ювенільний — починається в період від 4-х до 10-ти років, позначається затяжним перебігом та ознаками бульбарного паралічу, атаксії та, іноді, розумової відсталості, розладами дихання, проходить без судом. Деякі хворі виживать аж до 30 років.

Загалом прогноз на життя вкрай несприятливий.

## Діагностика
При ретельній оцінці клінічних симптомів можна підозрювати наявність хвороби, однак кінцевий діагноз можливий лише після застосування інструментальних методів. Комп'ютерна томографія мозку показує характерні зміни:
- зменшену щільність білої речовини,
- переважання лобової частки,
- більш-менш розширені бічні шлуночки.

Магнітно-резонансна томографія показує серйозні порушення білої речовини мозку за участю базальних гангліїв і мозочка.
Також у непевних результатах інструментальних методів використовують генетичне тестування.

## Лікування
На сьогодні не існує ефективного лікування. Здійснюють симптоматичне та паліативне лікування. Зокрема за наявності гідроцефалії можна застосувати хірургічне втручання для зняття набряку мозку, імплантувати шунт для зменшення великого внутрішньомозкового тиску. Застосовують з цією метою терапію діуретиками. Для зменшення судомних нападів застосовують різноманітні протисудомні препарати.